# Dezina Cars
Dezina Cars war ein britischer Hersteller von Automobilen.

## Unternehmensgeschichte
Terry Withers gründete 1993 oder 1994 das Unternehmen in Whitwick in der Grafschaft Leicestershire. Er begann mit der Produktion von Automobilen und Kits. Der Markenname lautete Dezina. 1997 oder 1998 endete die Produktion. Insgesamt entstanden etwa acht Exemplare.

## Fahrzeuge
Im Angebot stand nur ein Modell. Der DVS 5000 war eine Nachbildung des Lamborghini Countach. Eine Ausführung hatte das Fahrgestell vom VW Käfer und zusätzlich einen Spaceframe-Rahmen. Eine andere Ausführung hatte einen separaten Spaceframe-Rahmen mit 250 cm Radstand und einen V8-Motor von Rover als Mittelmotor.